# Kijewskaja (stacja metra na linii Kolcewaja)
Kijewskaja (ros. Киевская) – stacja moskiewskiego metra linii okrężnej (kod 077), otwarta na odcinku domykającym okrąg linii. Od 1972 roku na stacji istnieje możliwość przejścia na stację Kijewskaja linii Arbacko-Pokrowskiej i na stację o tej samej nazwie linii Filowskiej. Nazwa pochodzi od dworca Kijowskiego, stacja położona w rejonie Dorogomiłowo w zachodnim okręgu administracyjnym Moskwy (jako jedyna stacja tej linii położona poza centralnym okręgiem). Wyjścia prowadzą na ulicę Kijewskaja, plac Eurazji i dworzec Kijowski.

## Wystrój i podział
Stacja jest trzykomorowa, jednopoziomowa, posiada jeden peron. Motywem przewodnim jest historia Ukrainy i przyjaźń między narodami ukraińskim i rosyjskim. Projekt stacji ukraińskich architektów został wybrany w otwartym konkursie. Centralna część stacji posiada łuki ozdobione ornamentami, które są typowe dla ukraińskiej architektury XVII wieku. 18 pylonów ozdobiono małymi mozaikami ukazującymi relacje między nacjami. Ściany nad torami pokryto jasnym marmurem. Ściany na końcach stacji posiadały płaskie reliefy z podobiznami Lenina i Stalina, zmienione obecnie na mozaikę ukazującą tylko Lenina, wokół której są cytaty z sowieckiego hymnu. Stację oświetlają ozdobne, złote żyrandole.

## Galeria

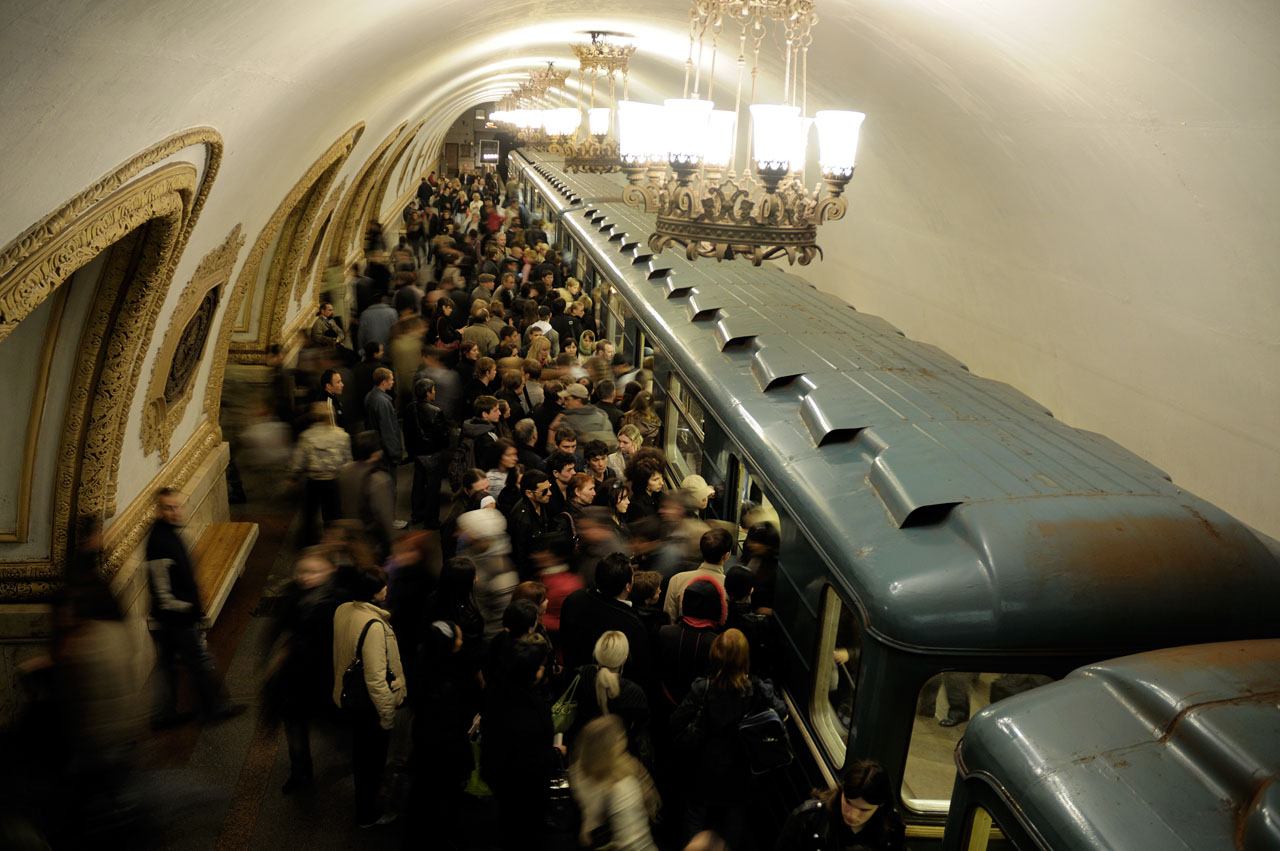
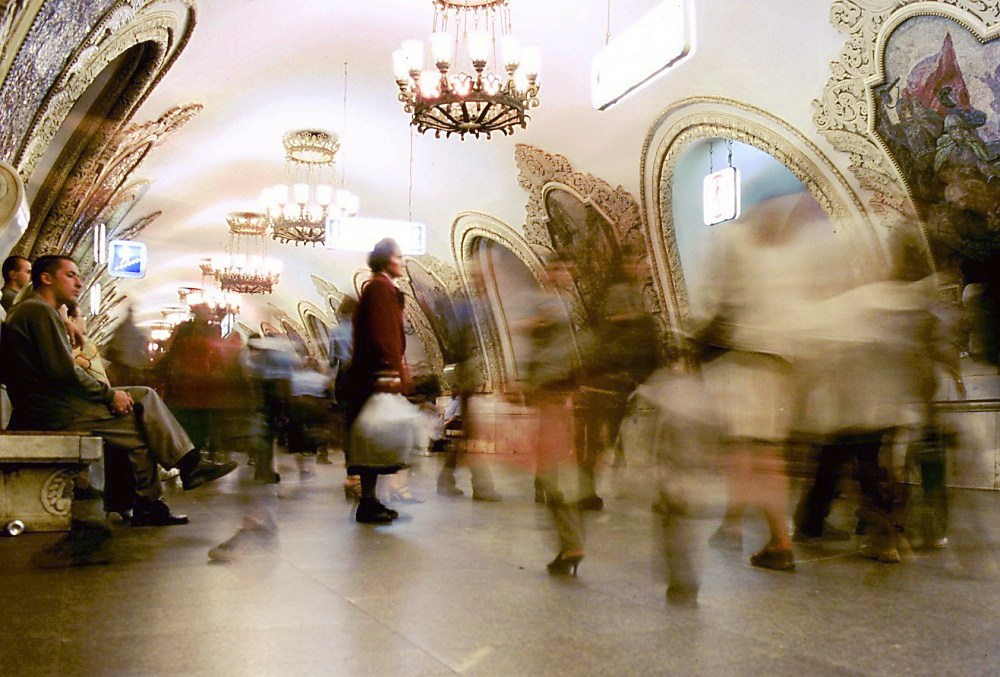
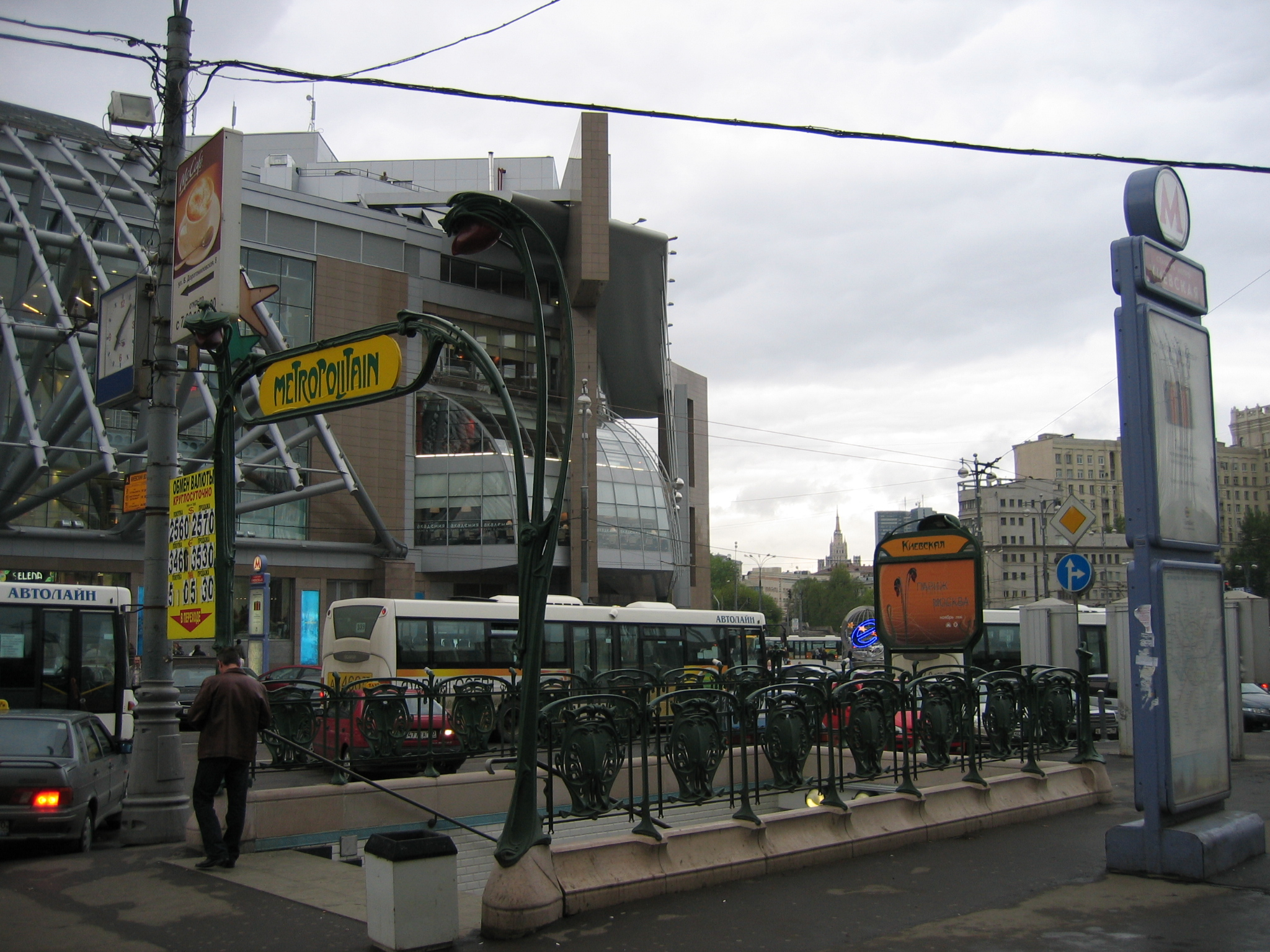